# BR-480
Pour les articles homonymes, voir Route 480.
La BR-480 est une route fédérale de liaison qui relie la municipalité de Pato Branco (Paraná) à celle d'Erechim (Rio Grande do Sul), au Brésil. Elle est globalement en bon état et ne possède qu'un tronçon, entre São Valentim et Barão de Cotegipe, qui n'est pas encore entièrement asphalté.
Elle dessert les villes de :
- Vitorino (Paraná)
- São Lourenço do Oeste (Santa Catarina)
- Jupiá
- Galvão
- São Domingos
- Ipuaçu
- Bom Jesus
- Xanxerê
- Xaxim
- Cordilheira Alta
- Chapecó
- Nonoai (Rio Grande do Sul)
- Erval Grande
- Benjamin Constant do Sul
- São Valentim
- Barão de Cotegipe

Elle est longue de 259,2 km (y compris les tronçons non achevés).